# ソーダクラッカー
ソーダクラッカー（英語: soda cracker）、または塩ふりクラッカー（英語: saltine cracker）は、薄く、通常正方形のクラッカーであり、小麦粉、脂肪、重曹と、場合によりパン酵母（多くの物は酵母不使用である）から作られ、多くは粗塩が軽く振られている。表面には穴があけられ、乾燥して、パリパリとした特徴的な質感を持っている。通常、チーズ（特にクリームチーズ）やピーナッツバター、フムスといった様々なトッピングや、ピメントチーズ、ジャム、蜂蜜といったスプレッドと共に食べられる。砕かれてスープやシチュー、チリコンカーンにかけられることもある。
日本ではルヴァンクラシカル（ヤマザキビスケット）やプレミアム（ナビスコ）といったブランドが知られている。塩が振られていないものや、全粒粉を使用したものも販売されている。

## 歴史
ソーダクラッカーは早くも1838年に米国の医師であるウィリアム・A・オルコットの著書The Young House-keeperの中に登場している。
1876年にミズーリ州セントジョセフのF. L. Sommer & Companyがウエハースのように薄いクラッカーの膨張剤として重曹を使用し始めた。当初、プレミアムソーダクラッカー(Premium Soda Cracker)と名付けられ、後に塩が振られていることから"Saltines"(「塩ふり」の意) と呼ばれることとなったこの新商品はすぐに人気を博し、Sommer社の事業規模は4年で4倍となった。スローガンの「ポリーはクラッカーが欲しい？」("Polly wants a cracker?")は広告で人気になり、完全にブランドのようになった。Sommer社は他の企業と合併して1890年にアメリカン・ビスケット・アンド・マニュファクチャリング・カンパニー(American Biscuit and Manufacturing Company)となり、後に更なる合併を経て1898年にナショナル・ビスケット・カンパニー(ナビスコ)の一部となった。
20世紀初頭、米国の様々な企業がプエルトリコでソーダクラッカーの販売を始め、「エクスポートソーダ」("Export Soda"、「輸出用ソーダ」の意)と呼び始めた。プエルトリコのRovira Biscuit Corp.も同じ名前でソーダクラッカーの販売を始め、「エクスポートソーダ」の語はプエルトリコにおけるソーダクラッカーの普通名称となった。1975年にキーブラー社は「エクスポートソーダ」の語は「単なる説明である」として商標登録を却下された。
米国では「塩ふり」(Saltine)の語が同様のクラッカーを指す普通名称となったため、ナビスコは商標としての保護を失った。"Saltine"の語は1907年版のウェブスター辞典で"通常塩が振られている薄くパリパリとしたクラッカー"と定義されている。オーストラリアではアーノッツ・ビスケットが"Saltine"の語を商標として有している。
狂騒の20年代の間にソーダクラッカーは誕生の地であるミズーリ州でよく知られるようになり、その後、米国民のお気に入りとなった。米国の他の地域でも販売されるようになったことで、世界恐慌の間も需要が伸び続けた。この頃、人々は安価な食品を求めており、ソーダクラッカーは安価に食事をかさ増しすることができたからである。

## 用途
ソーダクラッカーはよくスープやチリコンカーン、シチューに浸されたり、砕いてかけられたりする。また、サラダと共に食べられたり、砕いて加えられたりする。通常、ソーダクラッカーはパラフィン紙やビニールに2～4枚が重ねられて個包装され、箱に入れられて販売される。レストランでは時折、2枚のクラッカーが小さなビニール製の個包装に入れられ、通常、スープやサラダと共に提供される。ソーダクラッカーを砕いて作られた粗い～やや細かい粉であるクラッカーミールは様々な料理、例えば、家禽や魚、赤身肉のフライや焼き物の衣付けや、ミートローフ、スープ、シチュー、ソースやチリの増粘剤に使われる。
民間療法ではソーダクラッカーは吐き気や下痢を和らげるため（消化の良い食事を参照）や、胃の不調を抑えるために用いられる。
ソーダクラッカーは米国の軍用レーション（MRE）にもよく含まれている。

## 製造工程
ソーダクラッカーは小麦粉、水、脂肪、そして場合により塩から作られるシンプルな無発酵のクラッカーあるいはビスケットである堅パンと比べられてきた。しかしながら、堅パンと異なり、ソーダクラッカーは生地を膨らませるために酵母を膨張剤として使用している。ソーダクラッカーは20～30分発酵させられ、酵母の影響により生じた過剰な酸を中和するためにアルカリ性のソーダが加えられる。生地は延ばされて焼かれる前にグルテンを安定させるためにさらに3～4時間寝かされる。
平らなソーダクラッカーには表面に穴があけられている。焼かれている際、生地の外層が最初に固くなるため、発生したガスの放出が妨げられる。穴はガスを逃がす役割を果たし、クラッカーが膨らむのを防いでいる。